# 格雷戈雷斯省長鎮

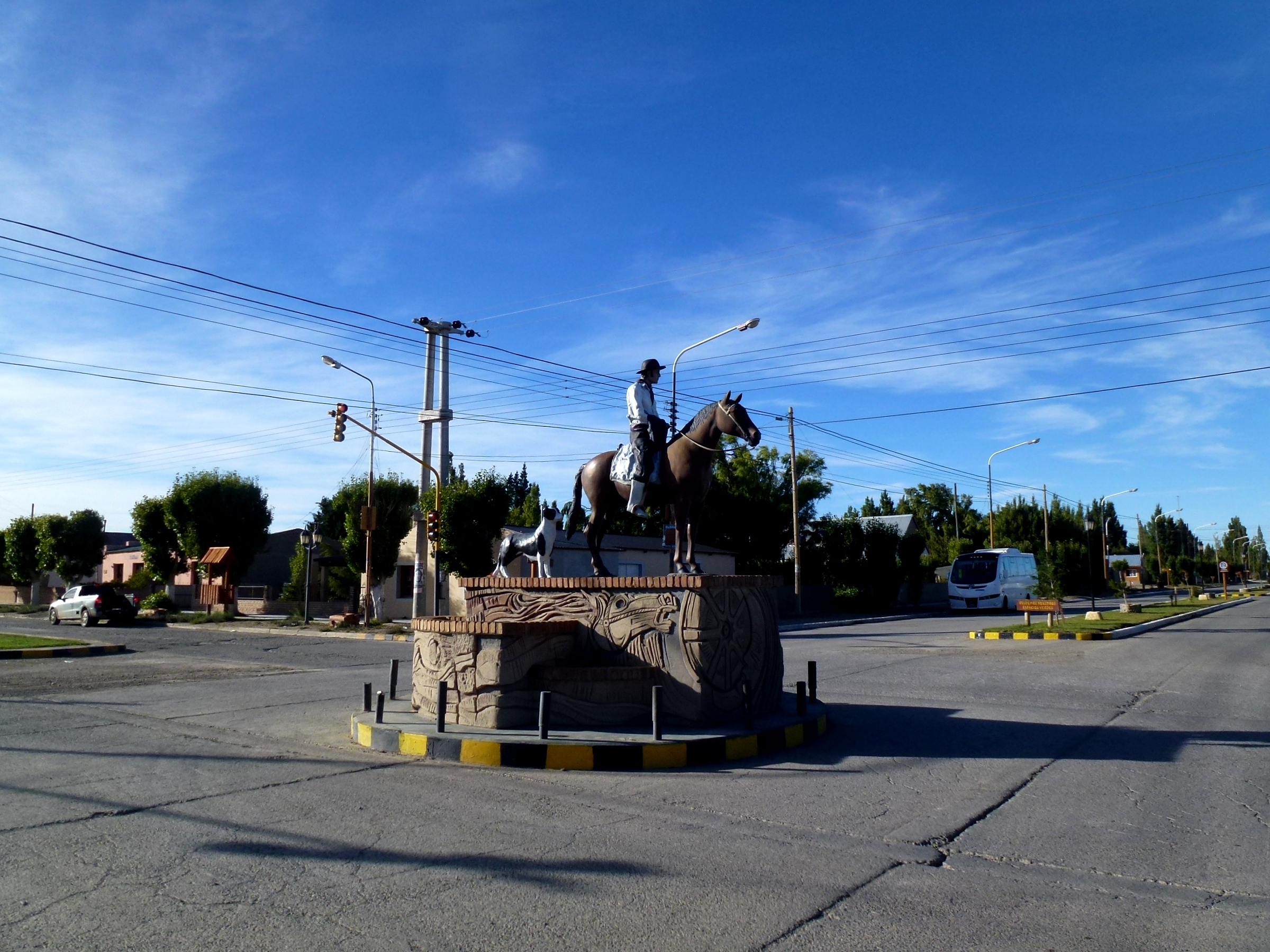
格雷戈雷斯省長鎮

格雷戈雷斯省長鎮（西班牙語：Gobernador Gregores），是阿根廷的城鎮，位於該國南部聖克魯斯省，是里奧奇科縣的首府，海拔高度287米，每年平均降雨量211毫米，2010年人口4,497。
48°46′0″S 70°15′0″W / 48.76667°S 70.25000°W